# US Lecce
Unione Sportiva Lecce – włoski klub piłkarski z siedzibą w mieście Lecce, założony w 1908 roku. W sezonie 2022/2023 występuje w Serie A. 
Najwyższe miejsce w Serie A Lecce zanotowało w sezonach 1988/1989 i 2004/2005 - była to pozycja 9. Po sezonie 2011/2012 zespół został karnie zdegradowany do Lega Pro za korupcję.

## Skład w sezonie 2020/2021
stan na 10 sierpnia 2021
| Nr | Poz. | Piłkarz                      |
| -- | ---- | ---------------------------- |
| 1  | BR   | Marco Bleve                  |
| 2  | OB   | Valentin Gendrey             |
| 3  | OB   | Brayan Vera                  |
| 4  | OB   | Fabio Pisacane               |
| 5  | OB   | Fabio Lucioni                |
| 6  | OB   | Biagio Meccariello           |
| 7  | NA   | Luca Paganini                |
| 8  | PO   | Marco Mancosu (kapitan)      |
| 9  | NA   | Massimo Coda                 |
| 15 | OB   | Ilario Monterisi             |
| 19 | NA   | Marcin Listkowski            |
| 21 | BR   | Vasconcelos Ferreira Gabriel |
| 22 | BR   | Mauro Vigorito               |
| 23 | PO   | John Björkengren             |
| 25 | OB   | Antonino Gallo               |
| 27 | PO   | Thórir Jóhann Helgason       |

| Nr | Poz. | Piłkarz                                  |
| -- | ---- | ---------------------------------------- |
| 28 | OB   | Alessandro Tuia                          |
| 29 | PO   | Alexis Blin                              |
| 30 | BR   | Alexandru Borbei                         |
| 31 | OB   | Brynjar Ingi Bjarnason                   |
| 33 | OB   | Arturo Calabresi                         |
| 34 | PO   | Sergio Maselli                           |
| 35 | NA   | Marco Olivieri (wypożyczony z Juventusa) |
| 37 | OB   | Zan Majer                                |
| 42 | PO   | Morten Hjulmand                          |
| 53 | PO   | Liam Henderson                           |
| 75 | NA   | Mattia Felici                            |
| 99 | NA   | Pablo Rodríguez Delgado                  |
| -  | PO   | Romario Benzar                           |
| -  | PO   | Davide Riccardi                          |
| -  | NA   | Rares Catalin Burnete                    |

### Piłkarze na wypożyczeniu
| Nr | Poz. | Piłkarz                                                  |
| -- | ---- | -------------------------------------------------------- |
| 18 | OB   | Roberto Pierno (w Virtus Francavilla do 30 czerwca 2022) |
| -  | OB   | Silvio Colella (w US Bitonto Calcio do 30 czerwca 2022)  |

## Stadion
- Nazwa: Stadio Via del Mare
- Miasto: Lecce
- Pojemność: 41000
- Otwarcie: 1966
- Wymiary: 105x70 m